# Ostrov Vardim
Ostrov Vardim este o arie protejată (arie specială de conservare — SAC, sit de importanță comunitară — SCI, arie de protecție specială avifaunistică — SPA) din Bulgaria întinsă pe o suprafață de 1.167,55 ha, integral pe uscat.

## Localizare
Centrul sitului Ostrov Vardim este situat la coordonatele 43°37′46″N 25°28′49″E / 43.6294°N 25.4803°E.

## Înființare
Situl Ostrov Vardim a fost declarat sit de importanță comunitară în martie 2007 pentru a proteja 59 de specii de animale. Alte tipuri de protecție:
- arie de protecție specială avifaunistică (în martie 2007)[2]
- arie specială de conservare (în martie 2021)[1][3][4]

## Biodiversitate
Situată în ecoregiunea continentală, aria protejată conține 3 habitate naturale: Liziere de ierburi înalte hidrofile de câmpie și de nivel montan până la alpin, Păduri aluvionare cu Alnus glutinosa și Fraxinus excelsior (Alno-Padion, Alnion incanae, Salicion albae), Păduri mixte riverane de Quercus robur, Ulmus laevis și Ulmus minor, Fraxinus excelsior sau Fraxinus angustifolia, de-a lungul marilor râuri (Ulmenion minoris).
La baza desemnării sitului se află mai multe specii protejate:
- păsări (41): fluierar de munte (Actitis hypoleucos), pescăruș albastru (Alcedo atthis), rață mare (Anas platyrhynchos), gârliță mare (Anser albifrons), gâscă cenușie (Anser anser), acvilă țipătoare mică (Aquila pomarina), stârc cenușiu (Ardea cinerea),  prundaș gulerat mic (Charadrius dubius), barză albă (Ciconia ciconia), barză neagră (Ciconia nigra), șerpar (Circaetus gallicus), dumbrăveancă (Coracias garrulus), ciocănitoare neagră (Dryocopus martius), egretă albă (Egretta alba), egretă mică (Egretta garzetta), șoim dunărean (Falco cherrug), șoimul rândunelelor (Falco subbuteo), vânturel roșu (Falco tinnunculus), vânturel de seară (Falco vespertinus), codalb (Haliaeetus albicilla), stârc pitic (Ixobrychus minutus), sfrâncioc roșiatic (Lanius collurio), sfrânciocul cu frunte neagră (Lanius minor), pescăruș argintiu (Larus cachinnans), pescăruș sur (Larus canus), pescăruș-cu-cap-negru (Larus melanocephalus), pescăruș râzător (Larus ridibundus), sitar de mâl (Limosa limosa), ferestrașul mare (Mergus merganser), prigoare (Merops apiaster), gaia neagră (Milvus migrans), stârc de noapte (Nycticorax nycticorax), vultur pescar (Pandion haliaetus), viespar (Pernis apivorus), cormoran mare (Phalacrocorax carbo), cormoran mic (Phalacrocorax pygmeus), lopătar (Platalea leucorodia), corcodel mare (Podiceps cristatus), fluierarul de zăvoi (Tringa ochropus), fluierar de lac (Tringa stagnatilis), fluierarul cu picioare roșii (Tringa totanus)
- amfibieni (2): buhai de baltă cu burta roșie (Bombina bombina), triton cu creastă dobrogean (Triturus dobrogicus)
- mamifere (1): vidră de râu (Lutra lutra)
- nevertebrate (1): Coenagrion ornatum
- pești (11): scrumbie de dunăre (Alosa immaculata), avat (Aspius aspius), zvârluga (Cobitis taenia), Eudontomyzon mariae, Gymnocephalus baloni, răspăr (Gymnocephalus schraetzer), săbiță (Pelecus cultratus), boarță (Rhodeus amarus), porcușor de șes (Romanogobio vladykovi), fusar (Zingel streber), pietrar (Zingel zingel)
- reptile (3): Elaphe sauromates, țestoasa de baltă (Emys orbicularis), Testudo graeca

Pe lângă speciile protejate, pe teritoriul sitului au mai fost identificate 27 de specii de păsări, 5 specii de amfibieni, 7 specii de mamifere, 2 specii de nevertebrate, 9 specii de pești, 6 specii de reptile.